# 五城村 (岡山県)
五城村（ごじょうそん）は、岡山県赤磐郡にあった村。現在の岡山市北区の一部にあたる。

## 地理
旭川支流・新庄川の流域に位置していた。

## 歴史
- 1889年（明治22年）6月1日、町村制の施行により、赤坂郡平岡西村、矢知村、新庄村、伊田村、矢原村が合併して村制施行し、五城村が発足[1][2]。旧村名を継承した平岡西、矢知、新庄、伊田、矢原の5大字を編成[2]。
- 1900年（明治33年）4月1日、郡の統合により赤磐郡に所属[1][2]。
- 1953年（昭和28年）4月1日、御津郡牧山村・宇垣村・金川町・宇甘東村・宇甘西村、赤磐郡葛城村と合併し御津郡御津町を新設して廃止された[1][2]。合併後、御津町大字平岡西・矢知・新庄・伊田・矢原となる[2]。

### 地名の由来
戦国時代に各大字にそれぞれ山城が所在したことにちなむ。

## 産業
- 農業、養蚕[2]